# تمولاي
تمولاي هي جماعة قروية تابعة إدارياً لإقليم كلميم في جهة كلميم واد نون جنوب المغرب. وهي تضم 325 5 نسمة، موزعين على 109 1 أُسرة، حسب الإحصاء العام للسكان والسكنى لسنة 2014.
تقع جماعة تمولاي على الطريق الجهوية رقم 102، وهي تبعد عن مدينة بويزكارن بـ 13 كلم، وعن مدينة كلميم بـ 50 كلم.